# Nü-va
Nü-va (hagyományosa kínai: 女媧; egyszerűsített kínai: 女娲; pinjin (pinyin) hangsúlyjelekkel: Nǚwā, más olvasatban: Nü-kua (Nügua)) istennő az archaikus kínai mitológiában. Kultúrhérosz, akinek a nevéhez egyes források szerint az ember megteremtése és az ég kifoltozása köthető. A historizált kínai történelem egyik első uralkodója. A történetírói hagyomány a legendás „Három fenség” egyikének tartja. A legendás kultúrhérosz, Fu-hszi (Fuxi) felesége vagy testvére. A legkorábbi ábrázolásain emberi felsőtesttel, kígyó- vagy sárkányfarokkal ábrázolták.

## Nevének eredete
Nü-va (Nüwa) kéttagú nevének első tagja, a nü 女 egyértelműen a „nő”, „asszony” jelentéssel rendelkezik, de a második tagot, a va (wa) (vagy kua (gua)) 媧 szót már nehezebb megmagyarázni. Edward Schafer (1913-1991) amerikai sinológus hipotetikusan „békaként” magyarázza a va (wa) szót, úgy vélvén, hogy Nü-vát (Nüwát) a legősibb időkben még csak a víztócsák szellemeként tisztelték, aki különféle síkos bőrű tengeri vagy vízi lények alakjában jelenhetett meg. Ven Ji-to (Wen Yidou) 聞一多/闻一多 (1899-1946) kínai tudós szerint Nü-va (Nüwa) nem más, mint a lopótök női megtestesülése, és azokhoz a Kelet- és Délkelet-Ázsia népeinél széles körben elterjedt mítoszokhoz, legendákhoz kapcsolható, amelyek szerint a világ kezdetekor első emberek tökből születtek. Azonban egyik feltevést sem támasztják alá a Nü-vá (Nüwá)val kapcsolatos első szövegemlékek.

## Alakja a források tükrében
Nü-va (Nüwa) első említése írásában Csü Jüan (Qu Yuan) 屈原 (i. e. 340-278) Égi kérdések című filozofikus költeményében szerepel: „女媧有體，孰制匠之？”, vagyis: „Nü-vá (Nüwá)nak volt teste, de vajon ki teremtette őt?” Ez nyilvánvalóan arra utal, hogy ő, aki a világ egyik első lénye volt, aki majd az embereket teremtette, vajon hogyan jött létre. Vagyis, ki teremtette a teremtőt?

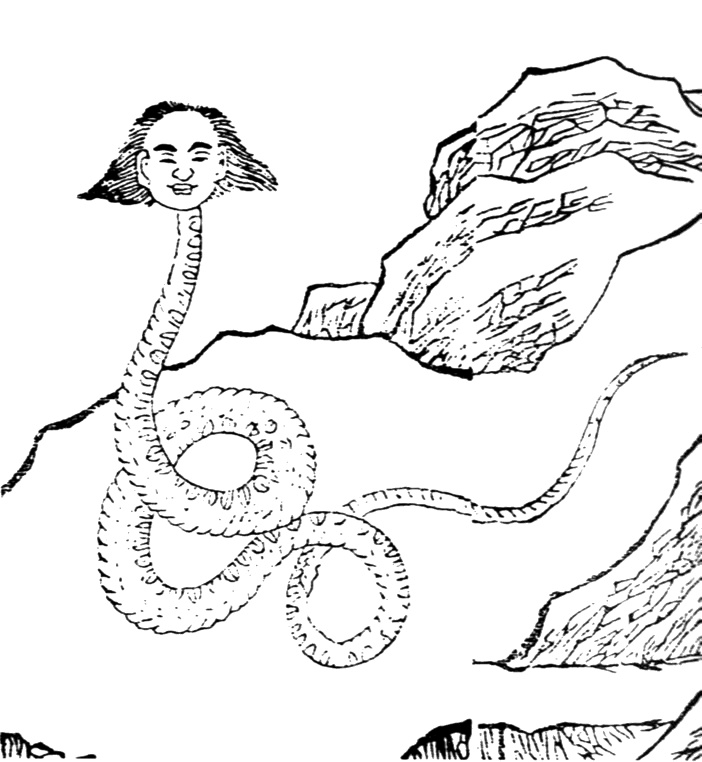
Nü-va (Nüwa) ábrázolása a San-haj-csing (Shanhaijing)ben

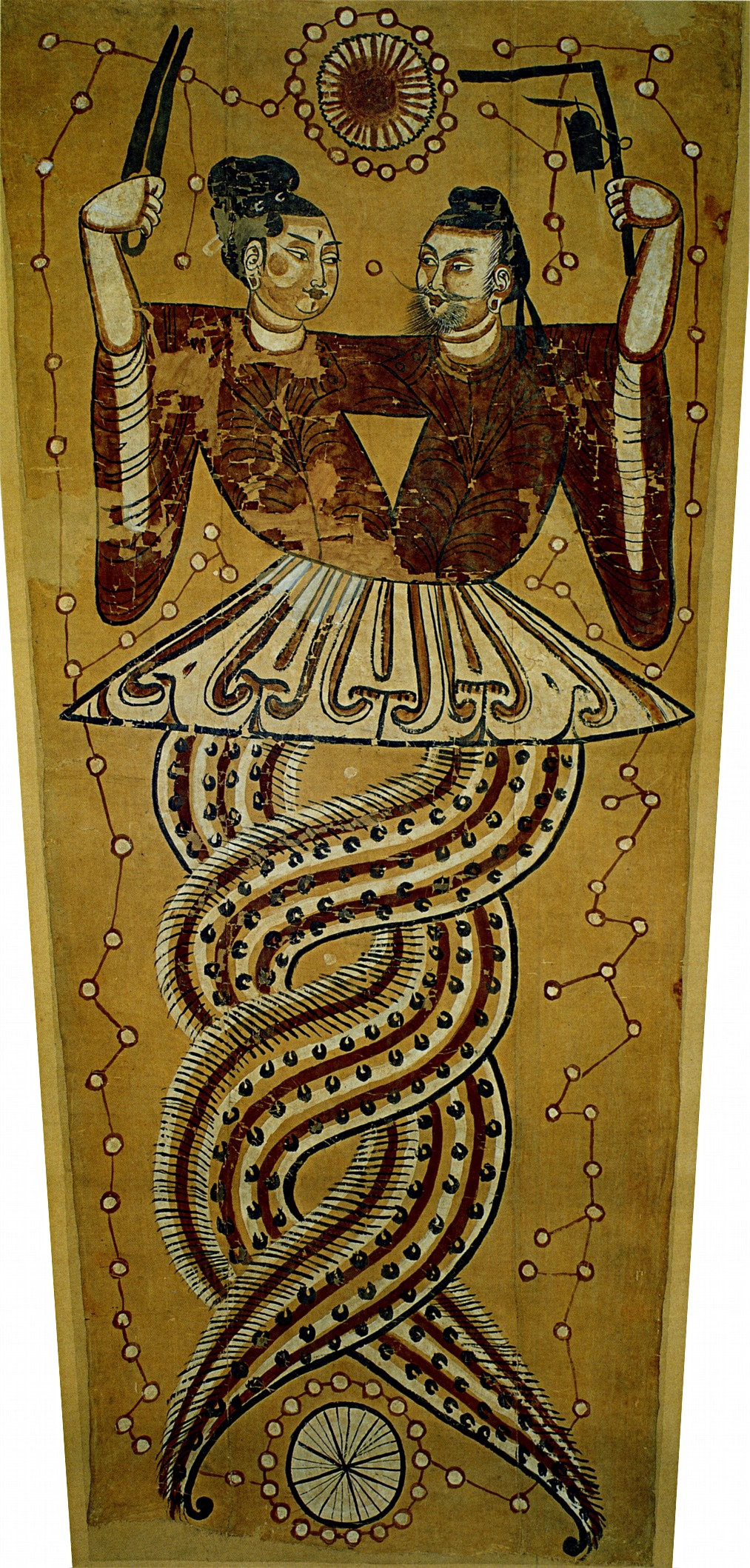
Nü-va (Nüwa) és Fu-hszi (Fuxi) egymásba fonódó kígyó- vagy sárkányfarokkal. Selyemre festett tekercskép a 8. század közepéből.

A San-haj-csing (Shanhaijing), vagyis a Hegyek és vizek könyve (i. e. 4-2. század) című mitikus geográfiai mű 16. fejezetében tíz szellemlényről (sen si zsen (shen shi ren) 神十人) tesznek említést, akiket „Nü-va (Nüwa) beleinek” (Nü-va cse csang (Nüwa zhi chang) 女媧之腸) neveznek, és a leírás szerint csakugyan Nü-va (Nüwa) beleinek szellemekké alakult formái.
Az ókorinak tekintett, de minden bizonnyal csak a Han-dinasztia idején összeállított mű, Lie-ce (Liezi) című taoista könyv 5. fejezetében, a „Tang kérdései”-ben (Tang ven (Tang wen) 湯問) az olvasható: „Bizony az Ég és a Föld sem különb a többi dolgoknál, és mint minden dolognak, megvan a maga fogyatékossága. Ezért olvasztott hajdanán Nü-va (Nüwa) tarka köveket, hogy befoltozza az égi lyukakat, és ezért vágta le az óriásteknőc lábait, hogy velük feltámassza az Ég négy sarkát”
A Huaj-nan-ce (Huainanzi) (i. e. 2. század) 6. fejezetében (Lan-ming-hszü (Lanmingxu) 覽冥訓) ugyancsak arról olvashatunk, hogy amikor káosz lett úrrá a világon, a földön vad tüzek és árvizek pusztítottak, fenevadak falták föl az embereket és kegyetlen madarak rontottak az öregekre és a gyengékre, az ég pedig kilyukadt, akkor Nü-va (Nüwa) ötszínű köveket (vu szö si (wu se shi) 五色石), ti. tarka köveket olvasztott, amivel kifoltozta az eget, majd pedig levágta az ao 鼇 nevű óriásteknős négy lábát, amivel megtámasztotta a berogyott ég négy sarkát. Megölte a fekete sárkányt (hej lung (hei long) 黑龍), majd nádhamut gyűjtött, amivel megállította az árvizeket. Később, a 17. fejezetben (Shou-lin-hszü (Shoulinxu) 說林訓) az olvasható, hogy Nü-va (Nüwa) formátlan, otromba masszaként teremtette az embereket, és más kultúrhéroszok segítettek neki megalkotni az ember egyéb részeit és szerveit: Sang-pien (Shangpian) 上駢/上骈 teremtette a szemet és a fület, Szan-lin (Sanlin) 桑林 a kezet, és így tovább.
Vang Csung (Wang Chong) 王充 (27-100) művében, a Mérlegelések (Lun-heng (Lunheng) 論衡) „Az égről” (Tan tien (Tan tian) 談天) című fejezetében korábbi, meg nem nevezett konfuciánus művekre (zsu su (ru shu) 儒書) hivatkozva azt írja: „Kung-kung (Gonggong), amikor azon vetélkedett Csuan-hszü (Zhuanxu)vel, melyik legyen az Ég Fia, nem tudott győzelmet aratni, s efölötti haragjában úgy odaverte fejét a Pucsou (Puzhou) 不周 hegyhez, hogy az ég oszlopa menten meghasadt, a föld kötelei pedig elszakadtak. Nü-va (Nüwa) azonban megolvasztott ötféle (mindenféle) színű követ, s azzal kifoltozta a kék égboltot, továbbá levágta az óriás teknős lábait, s azzal ismét felállította a négy sarkot.”
A Suo-ven csie-ce (Shuowen jiezi) (i. sz. 58-147,) a legrégibb fennmaradt kínai értelmező szótár a 6. kötetében Nü-vá (Nüwá)t, mint a seng (sheng) 笙 nevű fúvóshangszer feltalálóját említi, a 13. fejezetben pedig megjegyzi, hogy a „régmúlt korok istennője” (ku cse sen seng nü (gu zhi shen sheng nü) 古之神聖女), aki a „tízezer létező megalkotója” (hua van-vu csö (hua wanwuzhe) 化萬物者), vagyis minden élőlény teremtője.
Jing Sao (Ying Shao) 應劭/应劭 (141—206) Feng-szu tung-ji (Fengsu tongyi), vagyis Szokások és hagyományok átfogó magyarázata című művében az olvasható, hogy Nü-va (Nüwa) sárga földből (huang-tu (huangtu) 黄土; ti. agyagból) gyúrta az embereket, de mivel a munka rendkívül bonyolult és fáradságos volt, kieszelte, hogy kötelet ereszt a híg sárba, és ki-kihúzza, lerázza. A földre repülő agyagcsomókból lettek azok az emberek, akiktől a szegények és alacsony rangúak származtak. A gazdagok és előkelők pedig azoknak az utódai, akiket Nü-va (Nüwa) még saját kezével gyúrt. Ugyanebben a szövegben a szerző Nü-vá (Nüwá)nak tulajdonítja a házasság megalapítását. Hozzá imádkoztak, mint a házasság istennőjéhez, akit Kao-mej (Gaomei)nek 高禖 neveztek (kao (gao) 高 = „magas”; mej (mei) 禖 = áldozatbemutatás gyermekáldásért való imádsággal), hogy megszabaduljanak a meddőségtől, és utódokra tegyenek szert. Tiszteletére táncokat adtak elő, amelyek alighanem erotikus jellegűek lehettek.
Sze-ma Csen (Sima Zhen) 司馬貞/司马贞 (679-732), aki az első kínai hivatalos történeti mű, A történetíró feljegyzéseinek egyik legjelentősebb magyarázója és kommentárszerzője volt, a legendás három felség néven emlegetett korszak uralkodói közé helyezi Nü-vá (Nüwá)t is.
A Tu-ji cse (Duyi zhi) 獨異志 (Megismételhetetlen és különös dolgok leírása) című mű szerzője, Li Zsung (Li Rong) 李榮 (valamikor a 7-9. században) leírja, hogy amikor a világot épp megteremtették, egy testvérpár élt a Kunlun-hegyen, s a fiú nagyon szerette volna feleségül venni a húgát, akit Nü-vá (Nüwá)nak hívtak. Csakhogy szégyenteljes, bűnös dolognak tartotta, épp ezért imádkozni kezdett: „Ha az Ég megengedi, hogy férj és feleség legyünk, akkor a füst szálljon felfelé, ha viszont nem engedélyezi, akkor a füst oszoljék el!” S merthogy a füst oszlopként tört felfelé, Nü-va (Nüwa) bátyja feleségeként élhetett tovább. Fűből legyezőt készített, amivel eltakarta az arcát. Innen ered az a szokás, hogy a nők legyező mögé rejtik az arcukat.
Lu Tung (Lu Tong) 盧仝/卢仝 (790-835) Jü ma ji csie csiao si (Yu ma yi jie jiao shi) 與馬異結交詩/与马异结交诗 című versének 2. versszakában az olvasható, hogy Nü-va (Nüwa) eredetileg Fu-hszi (Fuxi) felesége volt (Nü-va pen si Fu-hszi fu (Nüwa ben shi Fuxi fu) 女媧本是伏羲婦).

## Szerepei
A Nü-vá (Nüwá)val kapcsolatos források jól mutatják a kínai mitológia azon sajátosságát, hogy nem alkot egységes mitológia rendszert. Évszázadokon, sőt évezredek keresztül spontán módon, nem céltudatosan alakult formálódott egy-egy alak, teljesedett ki a története, mígnem különböző rokon mítoszok egységes egésszé formálódtak. Így nem példa nélküli, hogy Nü-va (Nüwa) alakja is számos különböző korból, különböző vidékekről származó legendákból, mítosztöredékekből állt össze, melyek mindegyike egy-egy, a hagyományos kínai kultúrkörben betöltött szerepét hangsúlyozza ki.

### Az ég kifoltozója
Nü-va (Nüwa) talán legfontosabb, de mindenképpen a legtöbbet hivatkozott hőstette az ég kifoltozása. A világteremtését ugyan nem neki, hanem Pan-ku (Pangu) ősatyának tulajdonítják, de Nü-va (Nüwa) alakja mégis egyfajta demiurgoszként jelenik meg az által, hogy a pusztulásra ítélt világot megmenti. Elsőként a Huaj-nan-ce (Huainanzi)ben olvasható, hogy ötszínű köveket olvasztva befoltozta az eget, majd levágta az óriásteknős négy lábát, hogy a négy égtáj felől alá támassza az eget. Egy másik Han-kori alkotásból, a Mérlegelésekből az is megtudható, hogy mindez azért történt, mert a Kung-kung (Gonggong) nevű gonosz kultúrhérosz haragjában beverte a fejét az égboltba, s ez okozta a katasztrófát. Ugyanitt az is olvasható, hogy bár Nü-va (Nüwa) mindent megjavított, a földrengést követően a föld és az ég egymáshoz képest ferde maradt. Ez az oka annak, hogy a csillagok az égen nyugat felé mennek le, s hogy Kína földjén minden folyó kelet felé folyik. Az ég kifoltozásával kapcsolatban emlegetik egyes források a vad áradások okozta özönvíz megfékezését is, amit összegyűjtött nádhamuval vitt véghez. Nyilvánvaló, hogy ez a legenda összemosódik Kun (Gun) és Nagy Jü (Yu) legendájával, akiknek a nevéhez általában az özönvíz (ta-hun-suj (dahunshui) 大洪水). Kettejük közül Kun (Gun) kudarcot vallott. Ő az égiektől elorozott, „önmagától növő vagy dagadó földdel” (hszi-zsang (xirang) 息壤) akarta megállítani az áradatot. Fia, Jü (Yu) pedig csatornákat ásva elvezette a vizeket, és sikerrel járt. Nü-va (Nüwa) víz elemhez való ilyetén kapcsolása azonban érthető annak ismeretében, hogy a legkorábbi időkben őt magát is egyfajta vízi szellemnek tarthatták.

### Az emberek teremtője

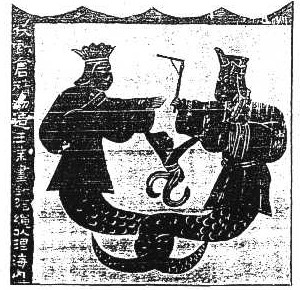
Nü-va (Nüwa) és Fu-hszi (Fuxi) ábrázolása egy, a Han-korból származó falfestményen.

Nü-va (Nü-va) másik jelentős tette az összes dolgok és az emberek megteremtése. Földből, agyagból gyúrta az embereket, sőt egy kötelet mártogatva a vizes agyagba még fel tudta gyorsítani a munkát. A források arról is tudósítanak, hogy az emberek megteremtésében más kultúrhéroszok is a segítségére voltak. Ilyen formában Nü-wa (Nüwa) az emberiség teremtő ősanyja.

### Fuxi felesége vagy testvére
Nü-va (Nüwa) alakja viszonylag korán összekapcsolódott a másik archaikus mitológiai alakkal, Fu-hszi (Fuxi)val. W. Münke német tudós véleménye szerint Nü-va (Nüwa) alakja az ókori Kína délkeleti régióiban, W. Eberhard amerikai tudós szerint pedig a délnyugati térségben, a mai Szecsuan (Sichuan) tartomány területén jelenhetett meg. Ezzel szemben Fu-hszi (Fuxi) eredetileg a Kelet-Kínában, a Sárga-folyó alsó folyásánál élt ji (yi) törzsek mitikus ősatyja lehetett. A népek és legendáik keveredésével, találkozhatott a két kultúrhérosz is, és az időszámítás kezdete körüli időktől, az összkínai mitológiai rendszer kialakulásával Nü-va (Nüwa) és Fu-hszi (Fuxi) egy párként kezdtek megjelenni. Az i. sz. első századokból származó, Santung (Shandong), Csiangszu (Jiangsu) és Szecsuan (Sichuan) tartományokban talált sírreliefeken Nü-vá (Nüwá)t és Fu-hszi (Fuxi)t következetesen egymáshoz hasonló páros lényként ábrázolják, akiknek emberi felső testük van, de az alsó testük, kígyót vagy sárkányt formáz, amelyekkel összefonódnak. Ez az összefonódás vitathatatlanul a házastársi kapcsolatukra utaló jelkép. A 20. század hatvanas éveiben, Szecsuan (Sichuan) tartományban egy szóbeli legenda lejegyzett változata szerint Nü-va (Nüwa) és Fu-hszi (Fuxi) az özönvíztől megmenekült testvérpár volt, akik azért házasodtak össze, hogy újra teremtsék a kihalt emberiséget. Ez a legenda megtalálható a miao nép hitvilágában is, ahol párt Nkauj Muam és Nraug Nus néven ismerik mind a mai napig. Minden esetre az írott forrásokban csak homályos utalásokat találunk arra vonatkozóan, hogy Nü-va (Nüwa) csakugyan Fu-hszi (Fuxi) húga vagy nővére lett volna. Nü-vá (Nüwá)t Fu-hszi (Fuxi) feleségének pedig csak a 9. században nevezi Lu Tung (Lu Tong) az egyik versében.

### Kultúrhérosz
Mindezen szerepei mellett Nü-va (Nüwa) több, az emberiség számára hasznos szokás megteremtője, vagy megalkotója. Neki tulajdonítják a házasság megalapítását és a seng (sheng) 笙 nevű nádsíp feltalálását.Olykor a házasság istennőjének is tekintették, akit Kao-mej (Gaomei)nek 高禖 neveztek, s a meddőség elhárításáért és gyermekáldásért fohászkodtak hozzá.

### Uralkodó
A Kína legendás korszakait historizálással megalkotott történelemírás Nü-vá (Nüwá)t a Három fenség és öt császár kora néven emlegetett korszak, első három legendás uralkodójának egyikeként említi.

## Hatása

### Ábrázolásai
Nü-va (Nüwa) ábrázolásainak legkorábbi változatai először a Han-korból származó sírreliefeken maradtak fenn, ahol többnyire Fu-hszi (Fuxi)val együtt jelenik meg. Emberi felsőtestük, de kígyó- vagy sárkányfarkuk van, amelyek házastársi kapcsolatuk jelképeként összefonódik. Ezt követően is hosszú-hosszú évszázadokig előszeretettel jelenítették meg alakját, domborműveken, festményeken, vagy akár ruházaton hímzett díszítő motívumként. Az ábrázolásokon Nü-va (Nüwa) attribútuma vagy a nádsíp, melynek feltalálását neki tulajdonítják, vagy a szögmérték, szögvas, amelyek négyzet alakjával a föld jelképének számít. Olykor pedig a holdkorongot tartja a kezében, ami a jin (yin) női princípium jelképe.

### Alakja az irodalomban
Nü-va (Nüwa) neve gyakorta felmerül az irodalmi alkotásokban is, az esetekben zömében, mint az ég kifoltozójára és az emberek megteremtőjére hivatkoznak rá. A Tang-korból fennmaradt majd negyvenezer versből tizenkettőben szerepel Nü-va (Nüwa) neve.
A hivatkozásokon túl olyan alkotásokkal is találkozunk, amikor Nü-va (Nüwa) nagyobb szerepet tölt be. Ezek közül az egyik legjelentősebb a Feng-sen jen-ji (Fengshen yanyi) 封神演義, vagyis az Istenek birtokba helyezése című, 1550 körül megjelent Ming-kori regény, amelynek rögtön az első fejezetében kulcsszerepet kap az istennő. A regény a Sang (Shang)-ház bukását és a Csou (Zhou)-ház megalapítását mutatja be, sűrűn átszőve a legendákkal, és főszereplővé téve a kínai mitológia alakjait. A történet szerint az utolsó Sang (Shang)-házbeli uralkodó, Csou (Zhou)-királynak 紂 Nü-va (Nüwa) születésnapján (3. holdhónap 15. napja) kötelessége felkeresni az istennő templomát, hogy ott a tiszteletére szertartást mutasson be. Amire azt kérdezi: „Ugyan mit tett Nü-va (Nüwa) istennő, hogy nekem, a hatalmas uralkodónak kötelességem istentiszteletre a templomába vonulnom?” A főminisztere pedig a következő tájékoztatással szolgál: „Nü-va istennő bizony ősidőktől fogva az egyik leghatalmasabb istennő, szent erények birtokosa. Amikor a nekibőszült démon, Kung-kung (Gonggong) fejét a Pucsou (Buzhou)-hegynek csapta, az ég északnyugati része beomlott, és beroskadt a föld északkeleten. E vészterhes időkben megmentőként érkezett Nü-va (Nüwa), aki színes köveket gyűjtött össze, megolvasztotta azokat és befoltozta velük a kék égnek boltozatát. Ekként fáradozott ő a nép üdvére, akik hálájuk jeléül templomot emeltek tiszteletére. Becses fővárosunk is e könyörületes istennőnek köszönheti ma boldog létét. Hálaadásunkért cserébe békét és egészséget biztosít a népnek, jólétet szolgáltat az országnak. Ő az, aki kedvező szeleket, és idejében esőt küld nekünk, de az éhínségtől és a háborúktól is ő szabadít meg. A nép s az ország igazi védistene ő.” A király végül felkeresi a templomot, ahol megpillantván a csodálatos szépségű istennő szobrát, elragadtatásában egy pimasz, kacér versikét pingált a falra. Amikor Nü-va (Nüwa) visszatért a templomba, és elolvasta a király hozzá írt versét, olyan mérhetetlen haragra lobbant, hogy elhatározta eltörli a Sang (Shang)-házat. Ehhez kísértetek és istenek segítségéért fordult, s így veszi kezdetét a regény története, melynek végén a gonosz Csou (Zhou)-király elbukik, és helyébe lép az új uralkodó ház.

### Magyarul
- Kínai filozófia, Ókor I-III. kötet. Válogatta, fordította, a bevezetéseket és jegyzeteket írta: Tőkei Ferenc. Budapest: Akadémia Kiadó, 1980. ISBN 963 052 356 6
- "Kínai mitológia". In Mitológiai enciklopédia II. kötet, 385-456. o. Fordította: Kalmár Éva. Budapest: Gondolat Kiadó, 1988. ISBN 963 282 028 2 II. kötet
- Lie Ce: Az elomló üresség igaz könyve. Fordította: Dobos László. Budapest: Ferenczy Kiadó, 1995. ISBN 963 825 808 x
- Maspero, Henri: Az ókori Kína. Fordította: Csongor Barnabás. Budapest: Gondolat Kiadó, 1978. ISBN 963 280 595 X
- Tokaji Zsolt: Kínai jelképtár. Budapest: Szukits Könyvkiadó, 2002. ISBN 963 9393 27 4
- Vasziljev, L. Sz.: Kultuszok, vallások és hagyományok Kínában. Budapest: Gondolat Kiadó, 1977. ISBN 963 280 475 9

### Idegen nyelven
- Birrell, Anne (1993), Chinese Mythology: An Introduction, Baltimore: Johns Hopkins University Press, ISBN 978-0-8018-4595-6 (angolul)
- Lewis, Mark Edward (2006), The Flood Myths of Early China, Albany: State University of New York Press, ISBN 978-0-7914-6663-6 (angolul)
- Major, John S., ed. (2010), The Huainanzi: A Guide to the Theory and Practice of Government in Early Han China, New York: Columbia University Press, ISBN 978-0-231-14204-5 (angolul)